# Cacostatia ossa
Cacostatia ossa là một loài bướm đêm thuộc phân họ Arctiinae, họ Erebidae.